# Svea Gymnasium
Svea Gymnasium är en gymnasieskola i Sollentuna kommun, nära Rudbecksskolan, som grundades år 2022. Skolan är en friskola i privat regi med en tydlig inriktning på entreprenörskap. Svea Gymnasium grundades av Svea Education, ett privat bolag som köpt och grundat flera skolor i privat sektor under 2020-talet.
Program på Svea Gymnasium år 2023 innefattar Ekonomiprogrammet, Naturvetenskapsprogrammet, Samhällsvetenskapsprogrammet och Teknikprogrammet, varav samtliga är högskoleförberedande linjer.
Rektor 2023 är Anna-Karin Sundmark.